# رولاند دالي
رولاند دالي (بالإنجليزية: Roland Dale)‏ هو لاعب كرة قدم أمريكية أمريكي، ولد في 30 أكتوبر 1927 في ماغي في الولايات المتحدة، وتوفي في 23 أبريل 2012.

## وصلات خارجية
- رولاند دالي على موقع مرجع كرة القدم المحترفة.كوم (الإنجليزية)
- رولاند دالي على موقع قاعة ميسيسيبي للمشاهير الرياضية (الإنجليزية)